# ゴレンズ 〜この人生には再生紙を使用しています。〜
ゴレンズ 〜この人生には再生紙を使用しています。〜（ゴレンズ 〜このじんせいにはさいせいしをしようしています。〜）とは、演劇ユニットHappy ever Afterの第一回公演作品のタイトルである。

## あらすじ
15年前、密かなブームを生んだTV番組があった。その名も「音響戦隊バンレンジャー」。
歳月は流れ、ピンク役の桃瀬みつみ（真織由季）の七回忌。かつての敵役・黒崎（長戸勝彦）のもと、当時のメンバーが再会を果たす。それぞれの道を歩み始めた彼等に、突如バンレンジャー復活の話が持ちあがる。おかしな三姉妹やみつみの幽霊、やがては番組打ち切りの黒幕の存在まで浮上し、話は意外な展開へ…。

## スタッフ
- 作: 妹尾匡夫
- 演出: 赤堀二英[1]&Happy ever After
- 企画・制作: Happy ever After/トゥフロント 瀬川稔

## キャスト
- 水谷あつし（青島信二役）
- 水木英昭（赤井平四郎役）
- 宮吉康夫（横田一平役）
- 曾我泰久（緑川圭五役）
- 真織由季（桃瀬みつみ・黒崎むつみ役）
- 首藤健祐（近藤和夫役）
- 長戸勝彦（黒崎学役）
- 三谷悦代（佐々木松代役）
- 阿部祥子（佐々木竹代役）
- 原育美（佐々木梅代役）
- 福薗由布樹（ピザ屋役）
- 西海健二郎（西園寺西念役）
- 池辺愛（河内小百合役）
- 田村道隆（佐々木健児役）

## 上演データ
2004年9月22日 - 26日 シアターサンモール（全6回）

## パンフレットにコメントを寄せた著名人
- 山田邦子 タレント
- 君塚良一 脚本家
- 三宅裕司 タレント・劇団スーパーエキセントリックシアター座長
- 升毅 俳優
- ケラリーノ・サンドロヴィッチ ナイロン100°C主催
- 大澄賢也 俳優
- 岡田達也 演劇集団キャラメルボックス所属俳優
- 岡本雅彦 アンジー
- 清水宏 コメディアン